# Потапов, Александр Семёнович (полный кавалер ордена Славы)
Александр Семёнович Потапов (полный кавалер ордена Славы) (21 ноября 1910 — 25 апреля 1961) — участник Великой Отечественной войны, кавалер ордена Славы трёх степеней; младший сержант, .

## Биография
Родился 21 ноября 1910 года в семье рабочего в селе Островское Княгининского уезда Нижегородской губернии (ныне — Лысковский район Нижегородской области). Русский. Образование неполное среднее, окончил курсы механиков. С октября 1932 по 1934 год проходил воинскую службу. С 1934 года работал на Горьковском машиностроительном заводе в городе Нижний Новгород.
На фронте Великой Отечественной войны с марта 1942 года. Боевой путь начал на Крымском фронте и в оборонительных боях за Керчь.
В мае 1942 года в бессознательном состоянии из-за контузии попал в плен. С группой других военнопленных совершили побег и в течение двух месяцев, пробираясь по ночам по западному берегу Азовского моря, им удалось выйти в расположение своих.
Дальнейший боевой путь А. С. Потапов проделал в составе 871-го стрелкового полка (276-я стрелковая дивизия) наводчиком 76-мм орудия, участвовал в боях на Северо-Кавказском, 1-м и 4-м Украинских фронтах. В составе 276-й Темрюкской стрелковой дивизии участвовал в Обороне Кавказа, освобождении Кубани, Украины, Польши. Был ранен, контужен. Войну закончил в Берлине.
За отличие в наступательных боях при освобождении Кубани в сентябре 1943 года  А. С. Потапов под станицей Ахтанизовская уничтожил две миномётные точки противника, за что был награждён орденом Красной Звезды. Осенью 1944 года награждён медалью «За отвагу».
За период боёв с 7 по 9 января 1944 года у хутора Шевченко (район города Житомир) наводчик А. С. Потапов со своим расчётом, ведя огонь прямой наводкой, уничтожил свыше отделения пехоты противника, подавил огонь 3 пулемётных точек, подбил и поджёг до 10 транспортных единиц.
Приказом по частям 276-й Темрюкской стрелковой дивизии 1-й гвардейской армии от 24 января 1944 года красноармеец Потапов Александр Семёнович награждён орденом Славы 3-й степени.
24 января 1945 года при отражении контратак противника, поддержанных танками и штурмовыми орудиями, наводчик А. С. Потапов огнём из своего орудия нанёс существенный урон врагу. В бою принял на себя командование орудийным расчётом и истребил свыше 10 солдат противника.
Приказом по войскам 1-й гвардейской армии 4-го Украинского фронта от 28 февраля 1945 года младший сержант Потапов Александр Семёнович награждён орденом Славы 2-й степени.
В бою 13 марта 1945 года при отражении контратак противника в районе города Живец (Польша) А. С. Потапов вместе со своим расчётом уничтожил свыше 15 гитлеровцев, вывел из строя самоходное орудие противника и сжёг несколько автомашин с боеприпасами, подавил огонь 4 пулемётных точек.
За свои действия командованием полка он был представлен к награждению орденом Красного Знамени. Заключением Военного совета 1-й гвардейской армии был представлен к награждению орденом Славы 1-й степени.
Указом Президиума Верховного Совета СССР от 29 июня 1945 года за мужество, отвагу и героизм, проявленные на фронте борьбы с немецко-фашистскими захватчиками младший сержант Потапов Александр Семёнович награждён орденом Славы 1-й степени.
После демобилизации в 1945 году Александр Семёнович вернулся на родину и продолжил работать слесарем на Горьковском машиностроительном заводе, а позже - бригадиром машинистов волжской водокачки на металлургическом заводе.
Скончался 25 апреля 1961 года и был похоронен в городе Горький на Кооперативном кладбище.

## Награды
- Орден Красной Звезды(20.10.1943)[7];
- Полный кавалер ордена Славы:
  - орден Славы I степени (29.06.1945)[8];
  - орден Славы II степени (12.02.1945)[9];
  - орден Славы III степени (24.01.1944)[10];
- медали, в том числе:
  - «За отвагу» (7.12.1944)[11];
  - «За оборону Кавказа» (7.12.1944)[12];
  - «За взятие Берлина» (9.05.1945)
  - «За освобождение Праги» (9.05.1945)
  - «В ознаменование 100-летия со дня рождения Владимира Ильича Ленина» (6 апреля 1970)
  - «За победу над Германией в Великой Отечественной войне 1941—1945 гг.» (9 мая 1945[13])[14];

## Память
- На могиле установлен надгробный памятник
- Его имя увековечено в Главном Храме Вооружённых сил России, и навсегда запечатлено на мемориале «Дорога памяти»